# ティーガー (航空機)
EC665 ティーガー
ドイツ陸軍のティーガー
- 用途：対戦車・対地攻撃
- 分類：攻撃ヘリコプター
- 製造者：ユーロコプター
- 運用者:
  -  フランス（フランス陸軍）
  -  ドイツ（ドイツ陸軍）
  -  スペイン（スペイン陸軍）
  -  オーストラリア（オーストラリア陸軍）
- 初飛行：1991年4月27日
- 生産数：206機（計画機数）
- 運用開始：2004年
- 運用状況：増備中
- ユニットコスト：3,100万USドル

ティーガー（Tiger）は、西ドイツ（当時）とフランスが開発し、ユーロコプター（現：エアバス・ヘリコプターズ）が設計・製造している攻撃ヘリコプター。同社の社内名称はEC665、ドイツ連邦軍ではPAH-2と呼ばれる。

## 概要

### 開発
1970年代にフランス陸軍と西ドイツ陸軍（当時）は、現有の軽攻撃ヘリコプター（フランスはSA341/SA342ガゼル、西ドイツはPAH-1）の後継機となる本格的な攻撃ヘリコプターの研究を行っていた。両国での要求性能や機体規模、配備時期などが非常に似通っていたこともあり、1984年に共同開発の基本合意に達し、同年5月29日に両国政府が共同開発を承認した。
機体の開発・製造については、フランスのアエロスパシアル（現エアバス）と西ドイツのMBBが50:50で共同出資会社を設立することとなり、フランス・パリにユーロコプターGIEを設立。1985年1月18日には西ドイツ・ミュンヘンに子会社のユーロコプターGmbHを設立した。この段階で両国は、3タイプの配備を決定しており、フランス陸軍は航空支援型のHAPと対戦車攻撃型のHAC3G、西ドイツ陸軍はPAH-2とされ、HAPは75機を生産して1993年から、HAC3Gは140機を生産して1996年からの引渡し予定で、PAH-2は212機生産して1995年からの引渡しを予定していたが、後に両国で運用要求の見直しが行われ、1987年11月13日に新しい機体案が承認された。この機体案がティーガーとなるもので、1989年11月30日に開発契約を交付した。
ティーガーの発注は、1998年5月20日に初期発注分として独仏で各80機を購入することが決定している。また、製造元のユーロコプター社はタイガーの名称での各機種の輸出販売が可能であるとして、オーストラリアとスペインで採用されている。

### 実戦経験
2009年7月26日、3機のフランス陸軍第5戦闘ヘリコプター連隊所属ティガーHAPは、アフガニスタンのカーブル国際空港に到着した。これは、ユーロコプター・ティーガーの、最初の交戦地帯への配備だった。この3機は、連合諸国軍地上部隊の、現地で勢力を増しつつあったターリバーンへの強行偵察および火力支援任務に参加することになった。
2009年8月初旬、ティーガーはアフガニスタンにおける運用証明を取得した。2010年7月までに、このティーガー3機の活動時間の合計は1,000時間を超えた。
2011年2月4日、夜間任務中のフランス陸軍所属のティーガーは、カーブルから約30マイル東に硬着陸した際に損傷し、搭乗員2名は軽傷を負った。

### 退役
運用から約20年が経過し、採用各国でそれぞれ対応が異なっている。
2023年5月13日、ドイツ国防省は、前々から故障が頻発し、飛行時間当たりのメンテナンスに高額な費用がかかる、ティーガー攻撃ヘリを、改修費用とそれにかかる拘束時間のリスクを考え、2038年までに全廃し、対戦車ミサイルを搭載したエアバス H145Mに置き換えると発表した。
H145Mは、元々は兵員輸送や救急搬送や偵察などを目的に作られた、汎用ヘリであるが、モジュール式の兵装システムを搭載することで、攻撃ヘリとしての能力を付与することも可能であり、専用の攻撃ヘリと比べて大幅にコストを抑えることができ、純粋な攻撃ヘリと比べると性能的には見劣りするが、H145M用に開発されている武装オプションは、ティーガーの物より優れた性能を発揮することから、短期的な解決策としては有効であると、ドイツ国防省は考えている。しかしH145Mはニジェールでの作戦で能力不足が露呈しているため、パイロットからはエアバスの救済策だと批判されており、AH-1Zを推す声もある。また、長期的な視点では、攻撃ヘリ不要論も出ており、無人機に変えてもいいという論も出ている。
オーストラリア陸軍でも、タイガー攻撃ヘリの稼働率の悪さは問題になっており、同陸軍は、2040年まで運用可能だった同機に見切りをつけ、後継機として、「ボーイング AH-64E アパッチ・ガーディアン」を導入予定であると、2021年1月に発表している。
同機の近代改修に比較的乗り気な、フランスとスペインは、2022年にアップグレード化に関する契約を発注している。

## 機体
ティーガーは、採用国によって仕様の違いはあるものの、基本的には同一の機体構造となっている。
機体には複合材料が多用され、胴体は約80%がカーボン複合材料によるブロックまたはサンドイッチかケブラー・サンドイッチ構造で、その他の材料ではアルミニウムが約11%、チタニウムが約6%使用されている。メインローター、テールローターも同様で、ブレード本体は複合材料製。メインローターはMBB社が開発した高効率ブレードを採用し、テールローターは重量、性能、整備性、費用の関係から3枚ブレードを採用している。無関節型ローターを採用しているため、ループなどの曲技飛行が可能な機動力を有している。
操縦席は攻撃ヘリコプターでは主流となった縦列複座式を採っているが、前席に操縦士、後席に射撃手という配置とされている。操縦席全体は高度に密閉され、外気温に合わせた冷暖房を備えている。また、乗員がNBCスーツ（NBC兵器に対する化学防護服）を着用して搭乗でき、NBCスーツの換気は操縦席内の空気と空調装置の空気とを混合して行う。前後席には各2基のカラー多機能表示装置と各1基のキーボード付き表示装置があり、乗員はヘルメット装着式照準・表示装置（HMSD）を装備する。これにより、乗員の操縦負荷は大幅に減少している。
ティーガーの兵装電子システムは、任務器材パッケージ（MEP）と呼ばれ、HACとUHTのものはユーロMEP、HAPのものはHAPMEPとそれぞれ呼ばれる。ユーロMEPは対戦車兵装サブシステム、操縦士用画像サブシステム、空対空サブシステムなどで構成され、昼夜間、悪天候を問わず匍匐飛行が行える。一方のHAPMEPは、システム管理などの兵装コンピュータ・シンボル・ジェネレーターを中核として、機体に搭載されている複合センサーと組み合わされて乗員のHMSDに表示される。
双発で装備するMTR390ターボシャフトエンジンは、MTR、ロールス・ロイス、チュルボメカの共同開発で、離陸最大出力は958kW、連続最大出力は873kWだが、片発停止時などの緊急時には3段階の緊急出力を出すことが可能である。スーパー・エマージェンシーでは20秒制限で1,160kW、30秒制限で1,138kW、継続段階の2.5分制限で1,027kW、中間段階の30分制限で958kWとなっている。

## 派生型
HAP

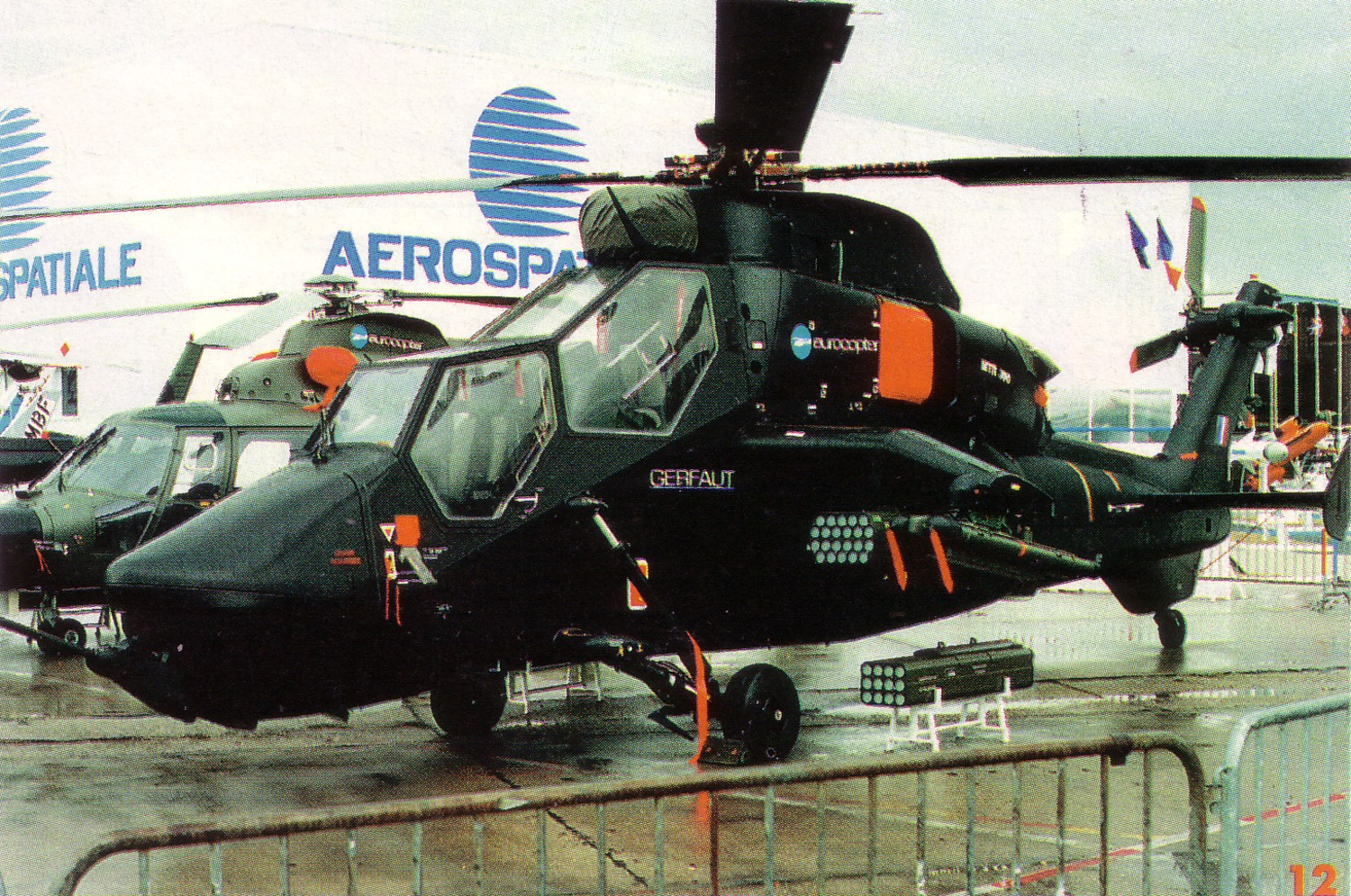
フランス陸軍向けの近接航空支援/空対空戦闘仕様HAP

ティーガーHAP（フランス語: Helicoptere d'Appui Protection）/HCP（英語: Helicopter for Close Protection）は、フランス陸軍向けの空対空戦闘/近接航空支援仕様である。2003年3月26日に初号機が初飛行。70機の調達を予定している。
機首にGIAT社製の30mm機関砲を装備しており、スタブウイングには対空戦闘用のミストラル空対空ミサイルか近接航空支援用のSNEB 68mmロケット弾ポッドを搭載し、操縦席上部にTV、FLIR、レーザー測距装置、直接視野光学センサーを収めた照準システムを装備する。
HAD
ティーガーHAD（フランス語: Helicoptere d'Appui Destruction）は、フランス陸軍向けの対戦車戦闘仕様で、50機の調達を予定している。
本質的にはHAPと変わらないが、エンジンの出力を14%向上させたほか、機首にもFLIRを装備する。当初HAC3Gとして計画されていた頃はメインローター上に対戦車ミサイル用のTV、FLIR、レーザー測距装置で構成された照準装置を搭載する予定だったが、量産型ではHAPと同様操縦席上部に搭載されている。主兵装はファイア・アンド・フォーゲット（撃ちっ放し）機能を有する最新型のPARS 3 LR（トリガト）対戦車ミサイルか、有線誘導式のHOT3であるが、スペイン陸軍ではスパイクERを装備させている。
その他はHAPと変化は無く、スペイン陸軍もこの型を2003年9月に採用し、24機を発注した。フランス陸軍へは2011年、スペイン陸軍へは2007年から納入が行われる。
ARH

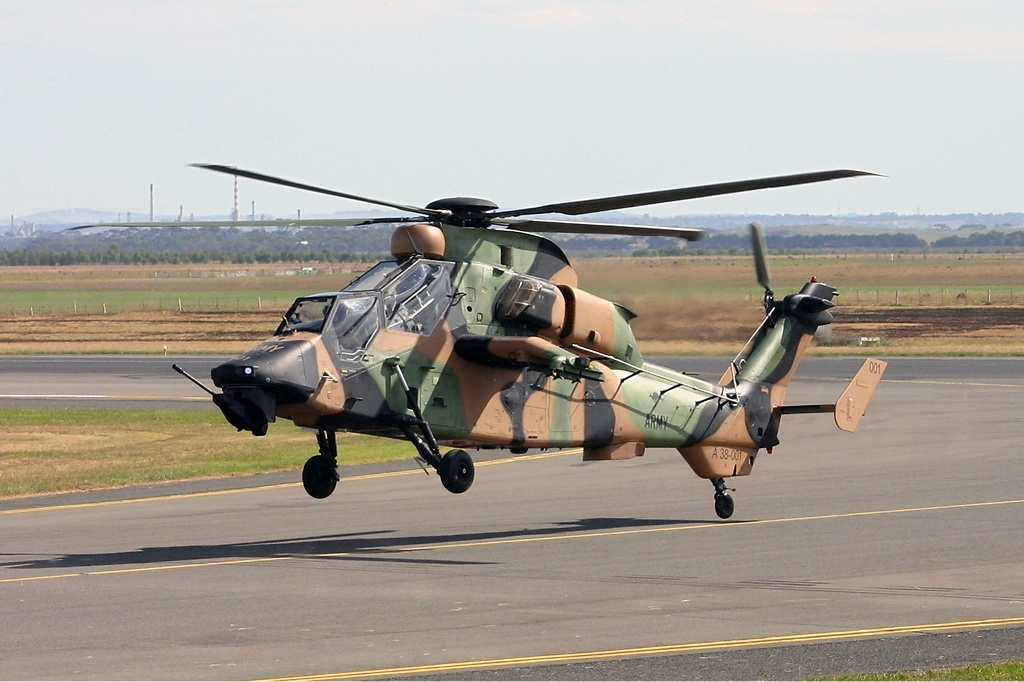
オーストラリア陸軍向けのARH

ティーガーARH（英語: Armed Reconnaissance Helicopter）は、オーストラリア陸軍がOH-58 カイオワ偵察/軽武装ヘリコプター及びブッシュマスター・ガンシップ（UH-1イロコイを基にした武装ヘリコプター）の後継機として2001年8月14日に採用し、22機を発注。2004年2月20日に初号機が初飛行。
HAP/HCPの機体を基にHAD仕様の出力向上型エンジンを搭載し、AGM-114ヘルファイア対戦車ミサイルの運用能力を追加。
2004年11月23日から納入が開始。しかしその後オーストラリア陸軍のC4Iシステムへの適合に失敗したこと、部品をヨーロッパから取り寄せなければならず維持費が高騰したことなどにより、2020年代には早々に退役させる計画になっている。
UHT

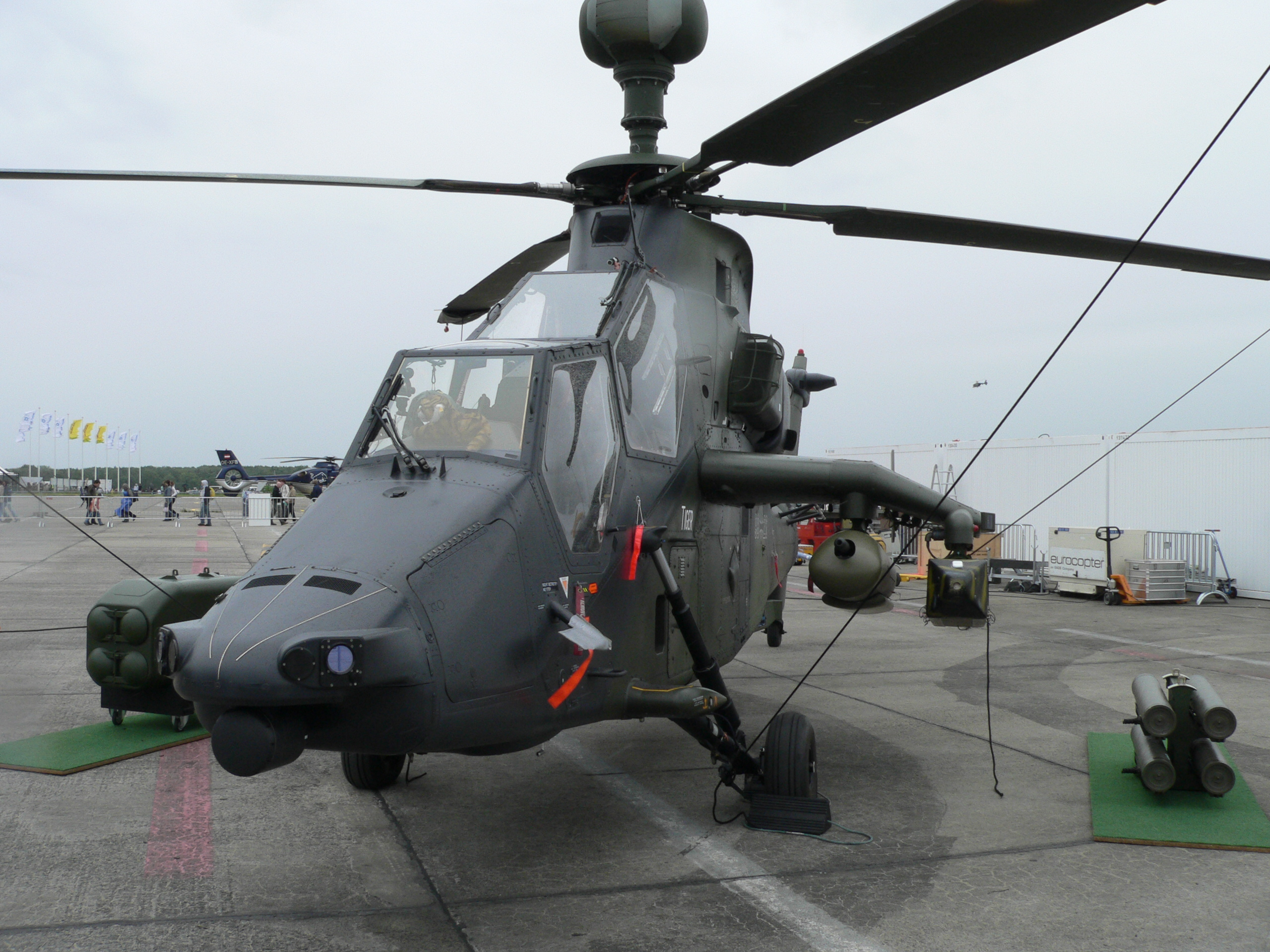
ドイツ陸軍向け近接支援/対戦車攻撃型のUHT

UH Tiger（ドイツ語: Unterstützungshubschrauber Tiger、支援ヘリコプター・ティーガー）は、ドイツ陸軍仕様の多用途攻撃型である。2002年8月2日に初号機が初飛行。調達計画では最終的な装備機数を120機としていたが、80機へと削減された。さらに40機へ削減したい意向を国防省は表明したが、ユーロコプター社のCEOは70機から55機の生産を期待すると述べた。
ドイツ陸軍は、フランスGIAT社製の30mm機関砲は反動がきつすぎるという理由で、UHTへの機首機関砲搭載を見送ったため、固定武装はない。しかし、近い将来に反動を低減させたラインメタル製RMK30 30mmリヴォルヴァーカノンを搭載させる計画が存在する。
武装はHADと同じPARS 3 LR（トリガト）対戦車ミサイルかHOT3対戦車ミサイル、近接航空支援用のハイドラ70ロケット弾、空対空戦闘用のAIM-92スティンガー空対空ミサイル、12,7mm重機関銃ポッド、20mm機関砲ポッド。こちらも対戦車ミサイルの照準器がメインローター上に存在する。
2005年3月18日から納入開始。

## 性能・主要諸元
- 主回転翼直径：13.00m
- 胴体長：14.08m
- 全長：15.80m
- 全高：4.32m（テールローター含）
- 空虚重量：3,300kg
- 最大離陸重量：6,100kg
- 発動機：MTU/RR/チュルボメカ MTR390（958kW）ターボシャフトエンジン×2
- 巡航速度：124kt
- 上昇率：690m/min（海面上）
- ホバリング限界：3,500m（OGE）
- 航続距離：432nm（機内燃料）
- 武装
  - AM-30781 30mm機関砲×1（ティーガーUHTを除く）
  - 12.7mm重機関銃ポッド/20mm機関砲ポッド
  - 対戦車ミサイル：HOT3/AGM-114ヘルファイア（ARHのみ）/PARS 3 LR（トリガト）
  - 空対空ミサイル：ミストラル/AIM-92スティンガー
  - ロケット弾：19連装ハイドラ70ロケット弾ポッド/22連装SNEB 68mmロケット弾ポッド
  - 増槽
- 乗員 前席：操縦士、後席：副操縦士兼射撃手

## 採用国

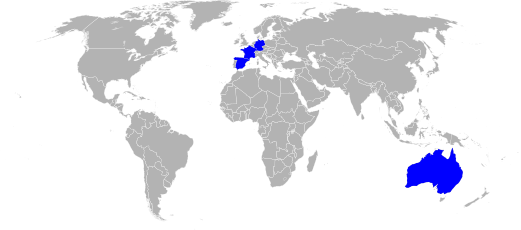
ユーロコプター・ティーガーの運用国

- ドイツ

ドイツ陸軍
- フランス

フランス陸軍 - 2023年時点で、20機のHAP（HADに改修中）と47機のHADを保有している。
- スペイン

スペイン陸軍
- オーストラリア

オーストラリア陸軍

## 登場作品

### 映画
『007 ゴールデンアイ』
NATOの最新鋭戦闘ヘリコプターとしてUHTが登場。モナコに停泊中のフランス海軍ラファイエット級フリゲート「ラファイエット」の艦上でデモンストレーション中、パイロットに変装した犯罪組織「ヤヌス」のゼニアと同じくヤヌスの一員でロシア連邦軍のウルモフ将軍によって奪取される。その後、ロシアのセヴェルナヤに位置する秘密宇宙基地への移動手段として使われた後用済みとなり、サンクトペテルブルクにおいてコクピットにボンドとナターリアを閉じ込めた状態で自機のミサイルで爆破されそうになるが、ボンドが脱出装置を起動させたことでミサイルの命中寸前で何とか二人は脱出し、そのままミサイルの直撃を受け爆破された。
映画公開当時はまだ開発中であり、劇中でもデモンストレーションで「プロトタイプ機」と説明されている。劇中では高出力EMPに耐えられる対電磁波装甲を装備している設定である他、メインローターを爆砕してコクピットブロックごと射出するモジュール式射出座席が搭載されている。撮影に当たっては実機の他、原寸大のモックアップが用いられた。
『オール・ユー・ニード・イズ・キル』
アメリカ統合防衛軍の奇襲作戦の際にHAPが登場する。
『GODZILLA 怪獣惑星』
プロローグにて、怪獣ゴジラがパリを襲撃したことを報じるニュース映像の中に登場する。
『スペシャル・フォース』

### ゲーム
『バトルフィールドシリーズ』
『BF2』
EUの攻撃ヘリコプターとしてHAPが登場する。
『Project Reality（BF2）』
ドイツ連邦軍のTiger UHTとフランス軍のEC665 Tigreとして登場する。
ドイツ連邦軍のTigerの装備はSAPHIR-M チャフフレア、Osiris（暗視装置）、SNEB 68mmロケット弾　24発、PARS3 LR対戦車ミサイル　8発。
フランス軍のTigreの装備はSAPHIR-M チャフフレア、Osiris（暗視装置）、SNEB 68mmロケット弾　24発、AM-30781 30mm機関砲　450発、AGM-114 Hellfire対戦車ミサイル　8発。
『War Thunder』
ドイツ連邦軍のEC665 TigreUHTとフランス陸軍のEC-665 Tiger HAPが登場する
ドイツ連邦軍のTigerの装備はフレア、暗視装置、FFARロケット弾38発、HOT-3対戦車ミサイル8発、PARS 3対戦車ミサイル8発、AIM-92スティンガー空対空ミサイル４発。 フランス陸軍のTigerはドイツ連邦軍のTigerの装備に加えてミストラル空対空ミサイルを4発装備可能である。

『BF2MC』
EUの攻撃ヘリコプターとして登場する。
『サイドワインダーシリーズ』
「F」「V」にて敵軍の攻撃ヘリコプターとして登場する。